# Bento de Abreu Sampaio Vidal
Bento de Abreu Sampaio Vidal (São Carlos, 17 de agosto de 1872 - São Paulo, 15 de maio de 1948) foi um empresário e político brasileiro, conhecido por sua liderança política na cidade de Araraquara e por ter sido um dos fundadores da cidade de Marília (a qual batizou em homenagem a obra do escritor Tomás António Gonzaga). Eleito deputado estadual duas vezes, faleceu no início do mandato.

## História
Bento de Abreu nasceu em São Carlos, em 1872, filho do fazendeiro Joaquim José de Abreu Sampaio e Maria das Dores Sampaio Vidal. Fez seus estudos do primário no Colégio Culto à Ciência, onde estudou ao lado da elite cafeicultora paulista e conheceu Santos Dumont. Com a epidemia de febre amarela em Campinas em 1889, Bento de Abreu interrompeu seus estudos e voltou para a fazenda do pai em São Carlos. Aos dezessete anos passou a trabalhar com o pai na administração da fazenda São Joaquim e, mais tarde, no Banco União de São Carlos. Aos vinte e dois anos casou-se com Maria Isabel de Arruda Botelho, pertencente a família do conde do Pinhal da cidade de São Carlos.
Desse casamento nasceram:
- Bento de Abreu Sampaio Vidal Filho (1896-1975)
- Joaquim de Abreu Sampaio Vidal (1897-1952) casado com Virgínia Datri
- Maria Antonieta Sampaio Vidal (1899-1982) casada com Cristiano Altenfelder Silva (1899-1985)
- Marina Sampaio Vidal (1900-?) falecida na infância
- Evangelina Sampaio Vidal (1901-1973) casada com Francisco Malta Cardoso (1899-1973)
- Paulo de Abreu Sampaio Vidal (1902-?) casado com Therezinha Guilherme Paulini
- Elza Sampaio Vidal (1903-1992) que se casou em 1922 com Leonel Benevides de Rezende (bisneto do Conselheiro Brotero), neto do Conselheiro Benevides e filho do senador Gabriel de Rezende
- Zuleika Sampaio Vidal (1905-1994) casada com Olympio Cerquinho Malta
- Maria Isabel Sampaio Vidal (1907-1987) casada com Paulo Pinto de Carvalho (1903-1968)
- Clotilde Sampaio Vidal (29/7/1908 a 4/12/1908) falecida na infância
- Clóvis de Abreu Sampaio Vidal (1908-1983) casado com Aurea Rosa do Valle
- Olga Sampaio Vidal (1912-1999)
- Helena Sampaio Vidal (1916-1946)

Na virada do século ocorreu a falência do Banco União de São Carlos, deixando Bento de Abreu sem emprego e em dificuldades financeiras. Assim, ele mudou-se com sua família para Araraquara. Nesta cidade iniciou sua carreira política ao eleger-se vereador e presidente da Câmara Municipal. Ali auxiliou os prefeitos da cidade e incentivou a modernização urbana de Araraquara, tendo financiado com recursos próprios parte das obras do Teatro Municipal.
Seu filho Joaquim de Abreu Sampaio Vidal, foi importante político e advogado na cidade de São Carlos.
Bento de Abreu é o fundador de Marília, onde, em sua homenagem, seu nome consta em vários bens públicos.
Em sua homenagem, também há, no interior do estado de São Paulo, um município que leva o nome de Bento de Abreu, o qual ele também fundou.